# A proposito di Luke
A proposito di Luke (The Story of Luke) è un film del 2012 diretto da Alonso Mayo.

## Trama
Luke è un ragazzo a cui stata diagnosticata una forma di autismo, abbandonato dai genitori da piccolo, e cresciuto con i nonni. Quando la nonna muore, viene forzato a trasferirsi dagli zii Paul e Cindy, mentre il nonno viene ricoverato in una struttura per anziani, in cui morirà poco tempo dopo. Le ultime parole che il nonno ha avuto occasione di dirgli, ovvero che ormai è un uomo e deve farsi una vita propria, hanno un forte impatto sul ragazzo, che decide, nonostante le difficoltà comportate dalla sua condizione, di provare a trovarsi un lavoro e una fidanzata.
Dopo aver consultato senza successo un'agenzia interinale, viene indirizzato verso un'azienda che potrebbe aiutarlo, la Smile. Il titolare, infatti, ha un figlio autistico che lavora per lui, Zack, supervisore dei nuovi apprendisti come assistenti d'ufficio. Luke viene quindi assunto come apprendista non retribuito e, nonostante Zack non gli sia d'aiuto, riesce ad adattarsi. La sua intraprendenza e la sua dichiarata volontà di chiedere di uscire ad una ragazza conosciuta all'agenzia interinale colpiscono Zack, che decide di provare ad aiutarlo, e allo stesso tempo aiutare se stesso grazie alle nuove esperienze, nel relazionarsi con le altre persone.
È Zack, infatti, ad accompagnarlo quando decide di incontrare la madre, che tuttavia ormai ha un'altra famiglia e rifiuta di riallacciare i rapporti con lui. Nonostante la delusione subita dal breve incontro con la madre, la sua visione ottimistica del proprio futuro non cambia. Luke porta al termine l'apprendistato e il titolare gli offrirà il lavoro fino a quel momento svolto da Zack, che grazie a lui ora ha trovato il coraggio di affrontare una nuova esperienza professionale.

## Produzione
Lou Taylor Pucci, interprete del protagonista Luke, dichiarò di essersi preparato per il suo ruolo nel film incontrando quattro ragazzi con diverse forme di autismo. Il film venne girato interamente nella città canadese Sault Sainte Marie.

## Distribuzione
Dopo essere stato proiettato per la prima volta il 12 ottobre 2012 al New Hampshire Film Festival, il film venne distribuito nelle sale cinematografiche statunitensi dal 5 aprile 2013, durante il mese dedicato alla consapevolezza sull'autismo. La versione italiana è stata trasmessa direttamente in TV, su Cine Sony, il 2 gennaio 2019.

## Riconoscimenti
Nel corso dei vari festival cinematografici in cui è stato presentata, la pellicola ha ricevuto diversi riconoscimenti:
- Fort Lauderdale Film Festival
  - premio del pubblico
- Bahamas International Film Festival
  - miglior film narrativo[6]
- San Diego Film Festival
  - miglior film narrativo[7]
- St Augustine Film Festival
  - miglior film
- Irvine International Film Festival
  - miglior film narrativo[8]
  - miglior trailer[8]
  - miglior esordio registico a Alonso Mayo[8]
  - miglior attore a Lou Taylor Pucci[8]
- SF Indiefest
  - premio del pubblico[9]
- Festivus film festival
  - miglior film
- Green Bay Film Festival
  - miglior sceneggiatura[10]
  - Film Lovers Choice[10]
- San Luis Obispo International Film Festival
  - George Sidney independent film competition[11]
  - premio del pubblico[11]
- Omaha Film Festival
  - premio del pubblico[12]
- Garden State Film Festival
  - miglior film narrativo[13]
- Phoenix Film Festival
  - premio spaciale della giuria[14]